# Oskar von Tippelskirch
Oskar Alexander Franz von Tippelskirch (* 6. November 1834 in Berlin; † 9. Dezember 1908 in Charlottenburg) war ein preußischer Generalleutnant.

## Leben

### Herkunft
Oskar entstammte dem 2. Ast der II. Linie des Uradeligen Geschlechtes von Tippelskirch. Er war ein Sohn des preußischen Registrators bei der Intendantur des Gardekorps Ludwig von Tippelskirch (1794–1846) und dessen zweiter Ehefrau Pauline, geborene Neumann (1802–1868).

### Militärkarriere
Nach dem Besuch der Kadettenhäuser in Potsdam und Berlin wurde Tippelskirch am 26. April 1853 als Sekondeleutnant dem Kaiser Alexander Grenadier-Regiment der Preußischen Armee überwiesen. Von Anfang Dezember 1856 bis Anfang Mai 1860 war er als Adjutant zum I. Bataillon im 3. Garde-Landwehr-Regiment und anschließend in gleicher Eigenschaft zum 1. kombinierten Grenadier-Regiment kommandiert. Aus dieser Formation ging zum 4. Juli 1860 das 3. Garde-Grenadier-Regiment hervor. Tippelskirch stieg Mitte November 1860 zum Premierleutnant auf und nahm 1864 im Krieg gegen Dänemark am Gefecht bei Stoustrup-Heisekro, der Einschließung und Belagerung von Fredericia sowie der Belagerung und Erstürmung der Düppeler Schanzen teil. 1866 führte er im Krieg gegen Österreich die 5. Kompanie bei Soor und Königgrätz. Am 31. Juli 1866 avancierte Tippelskirch zum Hauptmann und Kompaniechef. In dieser Eigenschaft nahm er zu Beginn des Krieges gegen Frankreich an der Schlacht bei Gravelotte teil. Anschließend war er bis zum 23. September 1870 Führer des I. Bataillons in den Kämpfen bei Beaumont und Sedan sowie vor Paris. Nach den Kämpfen bei Le Bourget führte Tippelskirch das II. Bataillon bis zum 15. November und war Ende Dezember 1870 in das dortige Ausfallgefecht gegen das Gardekorps eingebunden.
Ausgezeichnet mit beiden Klassen des Eisernen Kreuzes wurde Tippelskirch nach dem Friedensschluss Mitte August 1873 von seiner Stellung als Kompaniechef enthoben und mit der Verwaltung der Kammerbestände des 3. Garde-Grenadier-Landwehr-Regiments beauftragt. Unter Belassung in diesem Kommando wurde er am 16. April 1874 zum überzähligen Major befördert und versah ab Mitte Februar 1875 Dienst als etatmäßiger Stabsoffizier. Am 15. Juli 1875 erfolgte seine Versetzung als Kommandeur des I. Bataillons in das 3. Ostpreußische Grenadier-Regiment Nr. 4 nach Danzig. In dieser Stellung wurde Tippelskirch im September 1881 Oberstleutnant und trat Mitte November 1883 zum Regimentsstab über. Nachdem er am 16. Mai 1885 mit der Führung des 2. Magdeburgischen Infanterie-Regiments Nr. 27 beauftragt worden war, wurde er am 14. Juli 1885 als Oberst zum Regimentskommandeur ernannt. Unter Stellung à la suite seines Regiments beauftragte man Tippelskirch am 11. Oktober 1888 zunächst mit der Führung der 31. Infanterie-Brigade in Trier und ernannte ihn als Generalmajor am 6. November 1888 zum Kommandeur dieser Brigade. In Genehmigung seines Abschiedsgesuches wurde er am 12. Juli 1890 mit dem Charakters als Generalleutnant und mit Pension zur Disposition gestellt.

### Familie
Tippelskirch hatte sich am 18. Oktober 1860 in Görlitz mit Elisabeth von Harenberg (1841–1906) verheiratet. Aus der Ehe gingen folgende Kinder hervor:
- Paul (1861–1915), preußischer Oberst und Führer der 69. Reserve-Infanterie-Brigade ⚭ 1903 Margot von Gersdorff (1877–1945)
- Hans (1863–1945), preußischer Generalmajor ⚭ 1890 Helene Stuckenschmidt (1865–1946)
- Magdalene (1867–1936), Stiftsdame im Kloster Marienfließ
- Margarete (1867–1919) ⚭ 1891 Eduard Yorck, Kaufmann
- Willy (1876–1914), gefallen, preußischer Hauptmann